# 얼반웍스이엔티
얼반웍스이엔티(Uurbanworks ENT.)는 대한민국의 연예 기획사이다.
2021년 11월에 모기업 얼반웍스가 컴투스의 자회사 위지웍스튜디오에 인수되면서 컴투스홀딩스의 계열사가 되었으나, 2022년 12월 29일 RBW에 다시 인수됐다.

## 소속 아티스트
다음은 얼반웍스이엔티에 소속되어 매니지먼트를 받는 아티스트 일람이다.

### 방송인
| 구분 | 아티스트 | 데뷔 |
| ---- | -------- | ---- |
| 배우 | 남지현   | 2009 |
| 배우 | 오재웅   | 2021 |
| 배우 | 이초아   | 2014 |

## 과거 소속 아티스트
- 김민주
- 김응수
- 봉만대
- 최수한
- 최규환
- 신소이
- 한서울
- 김종국
- 브이호크
- 크리샤 츄
- 변성태
- 이서영